# 30 побачень
«30 побачень» (рос. 30 свиданий) — російський художній фільм режисерки Таїсії Ігуменцевої. Прем'єра відбулася 4 лютого 2016 року.

## Сюжет
Даша (Наталія Медведєва) мріє про весілля, але замість пропозиції її хлопець Федя пропонує «зробити паузу» у стосунках. У розпачі та не бажаючи миритися з розривом, Даша починає дивитися онлайн-автотренінг під назвою «30 побачень». Допомагає їй знайти 30 чоловіків сусід-фотограф Олег (Микита Панфілов), який тимчасово переховується в Даші — від чоловіка своєї коханки Лари. Перші побачення виявляються невдалими. Даша, порушивши головне правило тренінгу — «не зустрічатися з колишніми», призначає побачення Федору з фейкового акаунта. Цим вона втрачає шанс на їхнє примирення. Після низки невдалих побачень з чоловіками з інтернету, Даша знайомиться з другом Олега — однак і з ним нічого не складається. І тоді тридцяте, успішне побачення пропонує сам Олег, з яким Даша, зрештою, знаходить своє щастя.

## В ролях
| Актор            | Роль             |
| ---------------- | ---------------- |
| Наталя Медведєва | Даша             |
| Микита Панфілов  | Олег             |
| Дмитро Богдан    | Федор            |
| Сергій Аброскін  | Коля Малишкін    |
| Ірина Гриньова   | Вероніка         |
| Данило Якушев    | Марк             |
| Гарік Харламов   | лягавий Моторін  |
| Нікіта Джигурда  | власник боулінгу |
| Сергій Баталов   | морж             |
| Ольга Тумайкіна  | Психолог         |
| Юрій Анпілогов   | Зая              |
| Ян Цапник        | Валерон          |
| Марія Капшукова  | Лара             |
| Дмитро Асташевич | Толік            |

## Критика
Кінокритик Євген Ухов на «Film.ru» оцінює стрічку як легку та смішну комедію. Наталія Григор'єва з «Кіно-театр.ру» називає фільм поверхневим і критикує за слабкий сценарій.. Олеся Трошина висловилася про банальність і передбачуваність сюжету.